# William Samuel Johnson
Pour les articles homonymes, voir Johnson.
William Samuel Johnson, né le 7 octobre 1727 à Stratford et mort dans cette même ville le 14 novembre 1819, est un homme politique américain. Le Connecticut délègue Johnson à New York en 1765 pour le Stamp Act Congress, évènement précurseur de la Révolution américaine. Il est l'un des Pères fondateurs des États-Unis en tant que signataire représentant le Connecticut de la Constitution des États-Unis. Il a été aussi président du King's College (future université Columbia).
Il est sénateur du Connecticut pendant le premier Congrès américain. 
La municipalité de Johnson, dans le Vermont, porte son nom.